# Торньон
Торньон (фр. Torgnon) — коммуна в Италии, располагается в автономном регионе Валле-д’Аоста.
Население составляет 538 человек (2008 г.), плотность населения составляет 13 чел./км². Занимает площадь 42 км². Почтовый индекс — 11020. Телефонный код — 0166.
Покровителем коммуны почитается святитель Мартин Турский, празднование 11 ноября.

## Демография
Динамика населения:

## Галерея

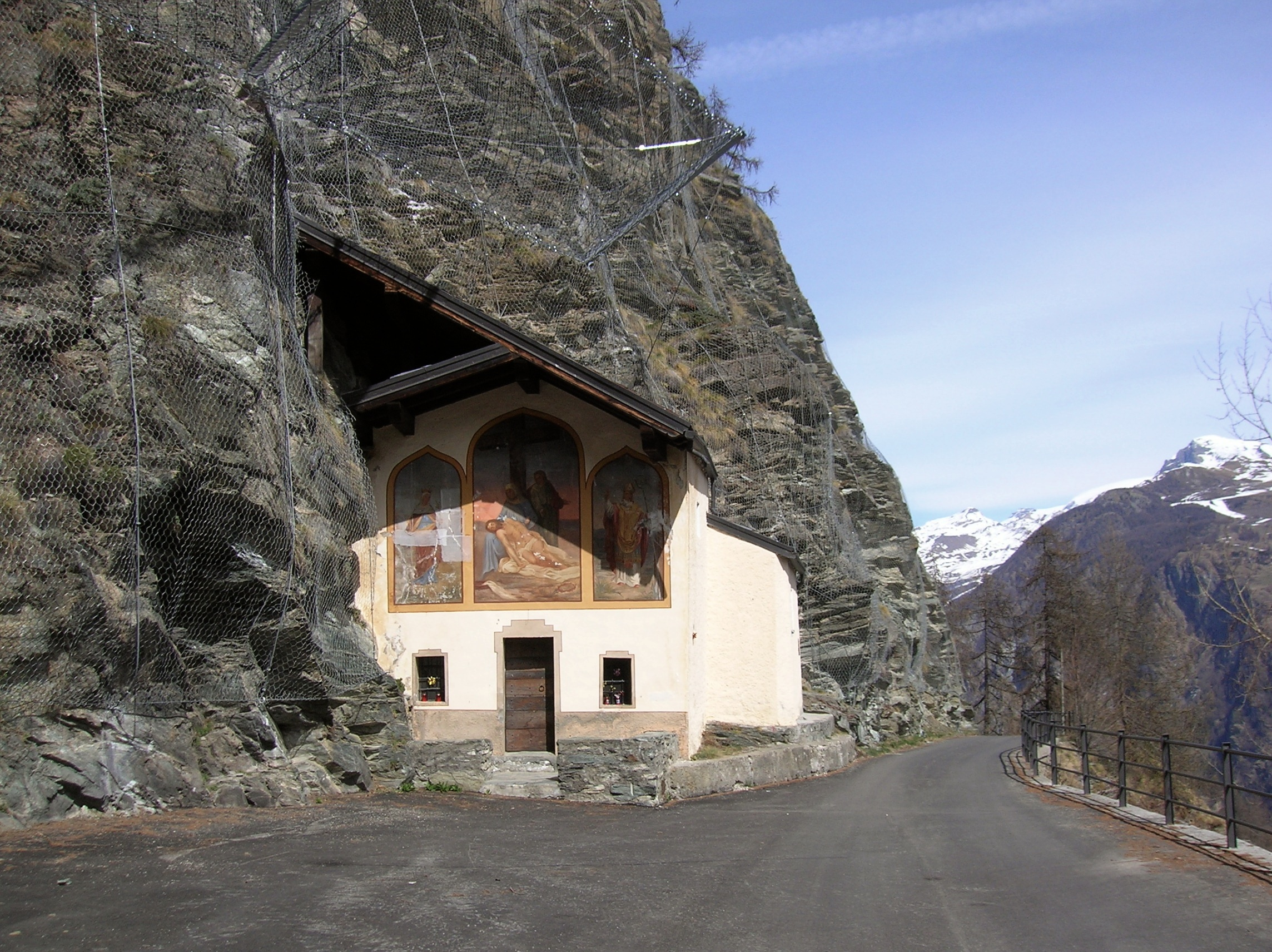
Часовня в деревне Понти (фр. Ponty).
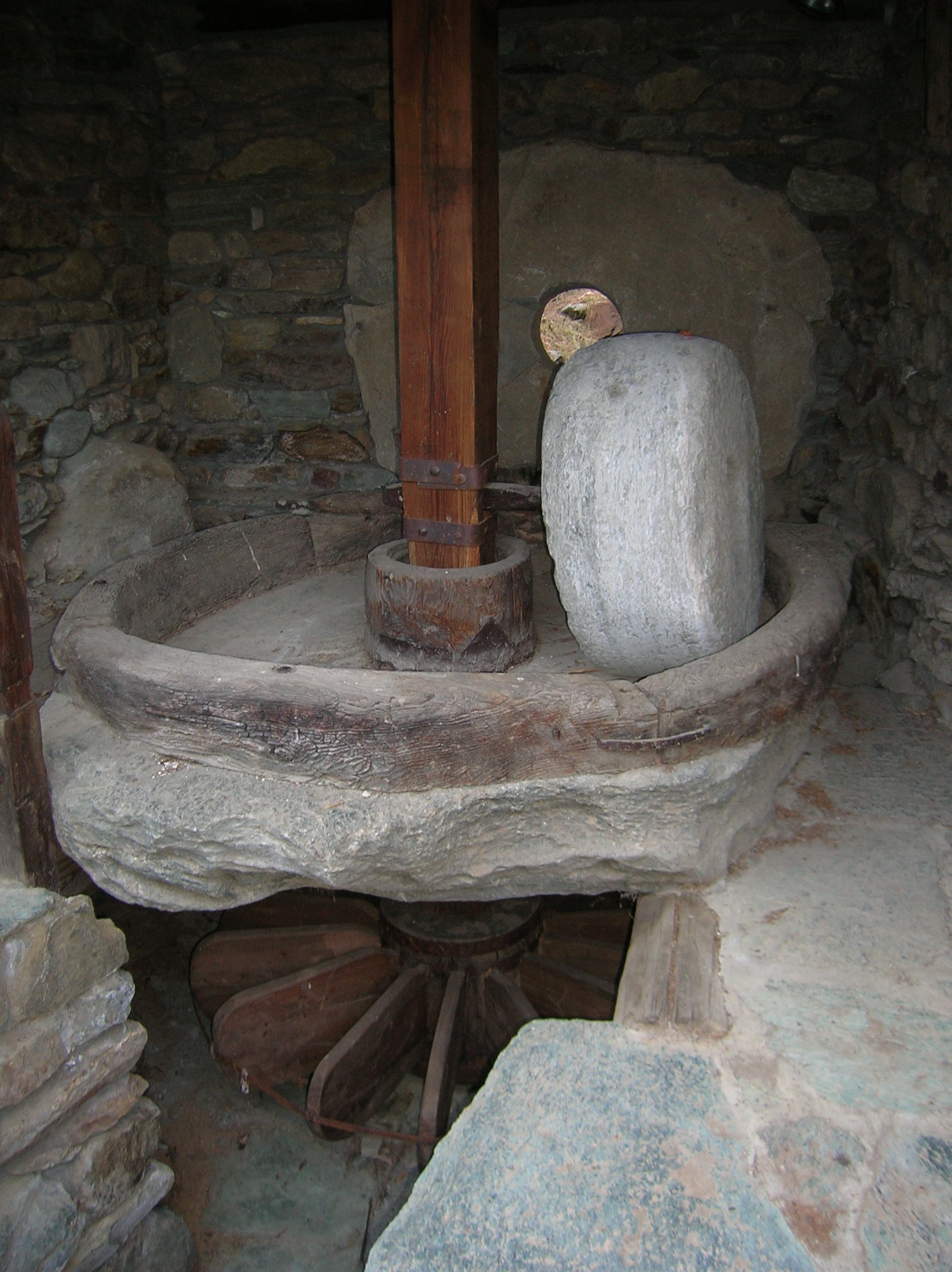
Старая мельница в деревне Этироль (фр. Étirol).
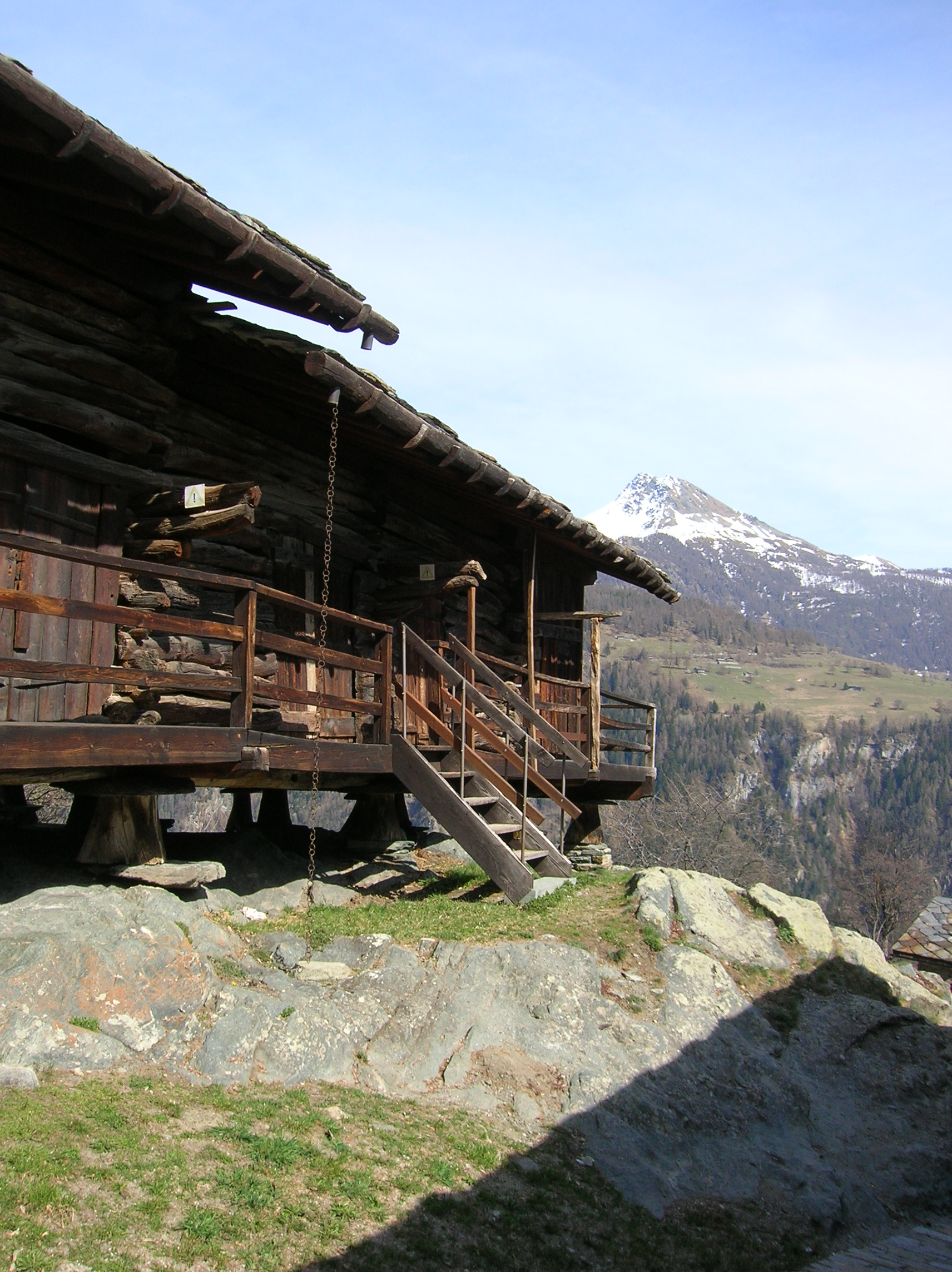
Средневековый раскар в деревне Триатель (фр. Triatel). Музей Petit-Monde.
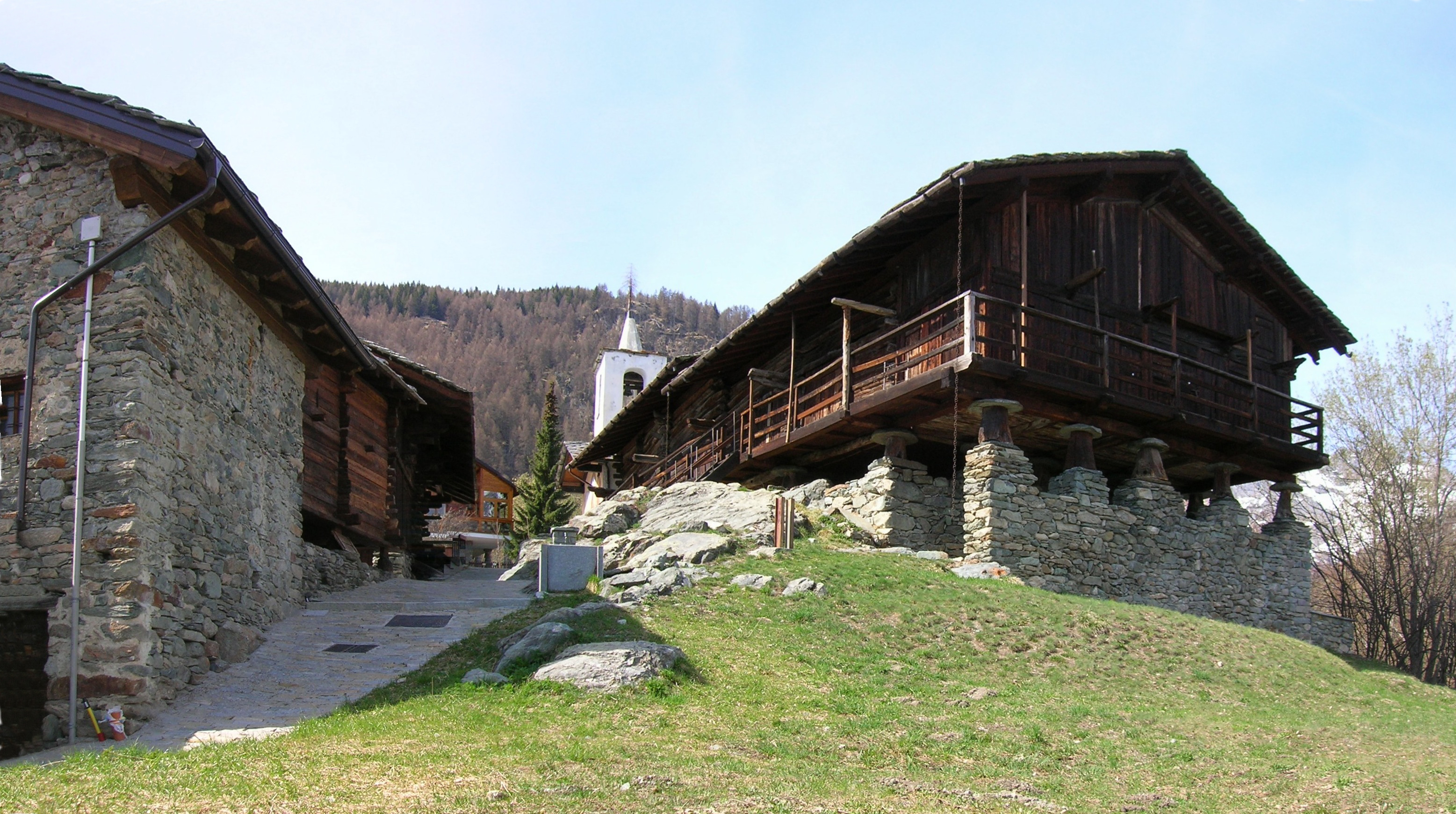
Средневековый раскар в деревне Триатель. Музей Petit-Monde.
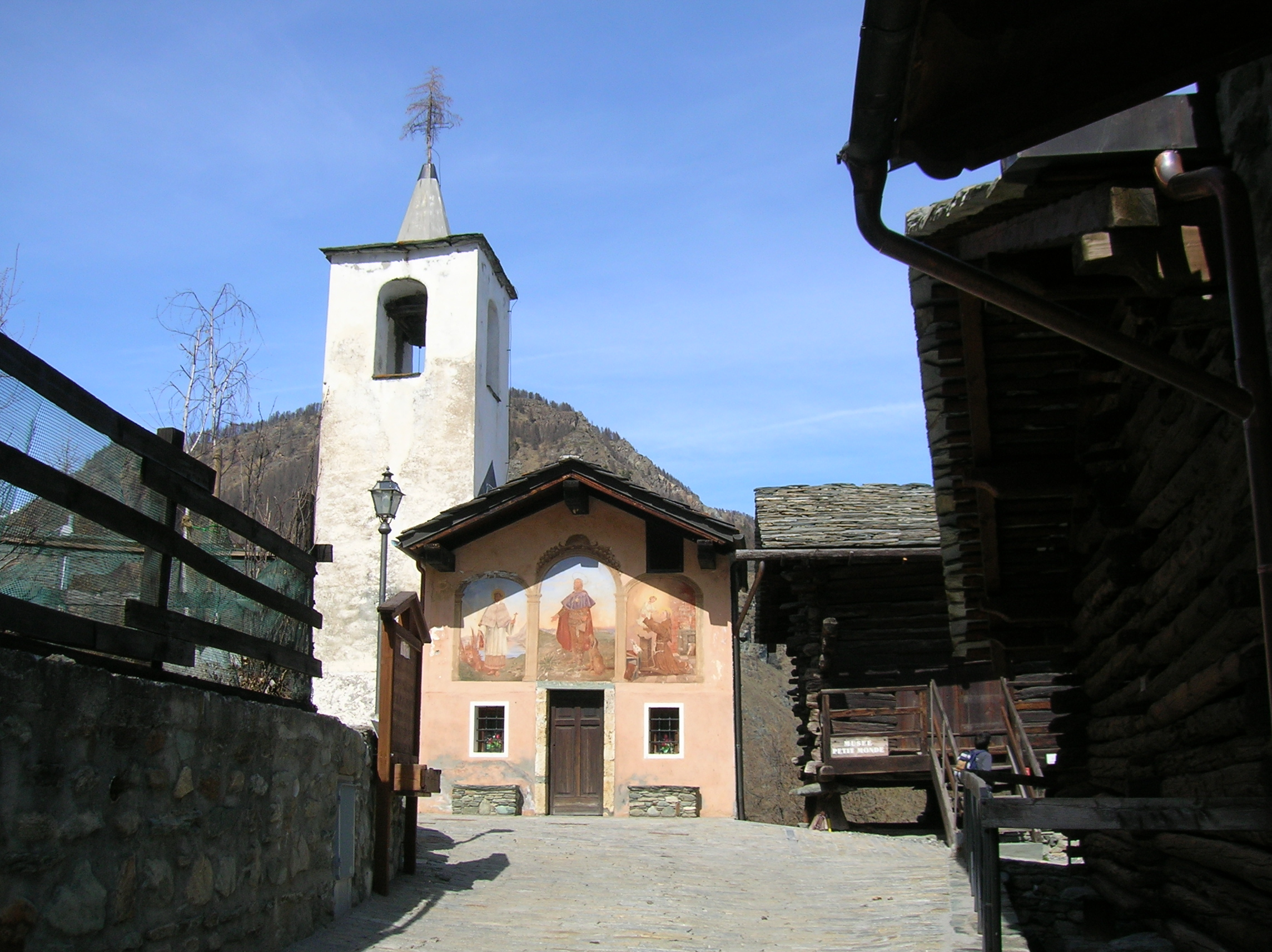
Часовня в Триателе (Triatel).
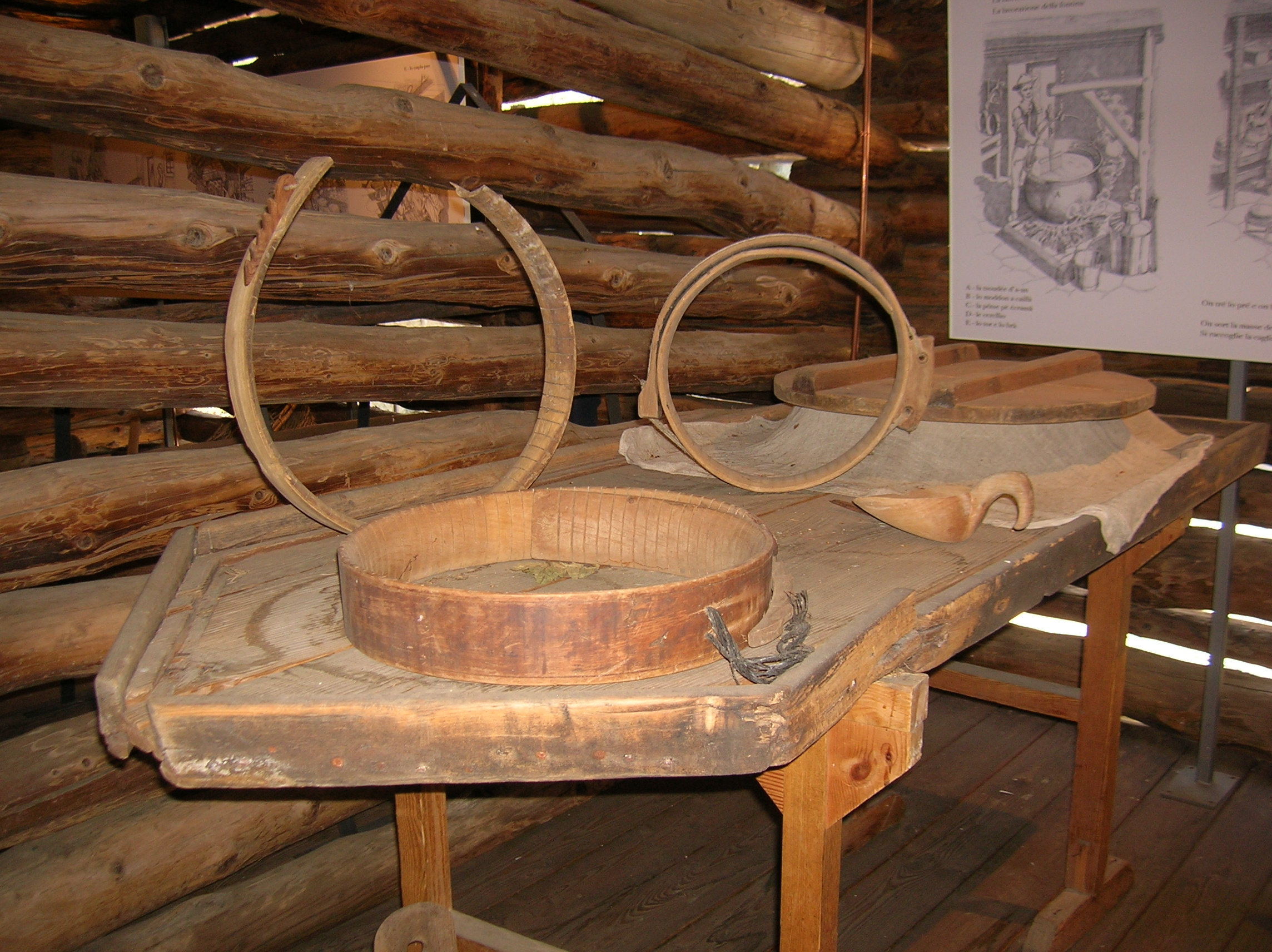
Пресс-форма для сыра. Музей Petit-Monde.
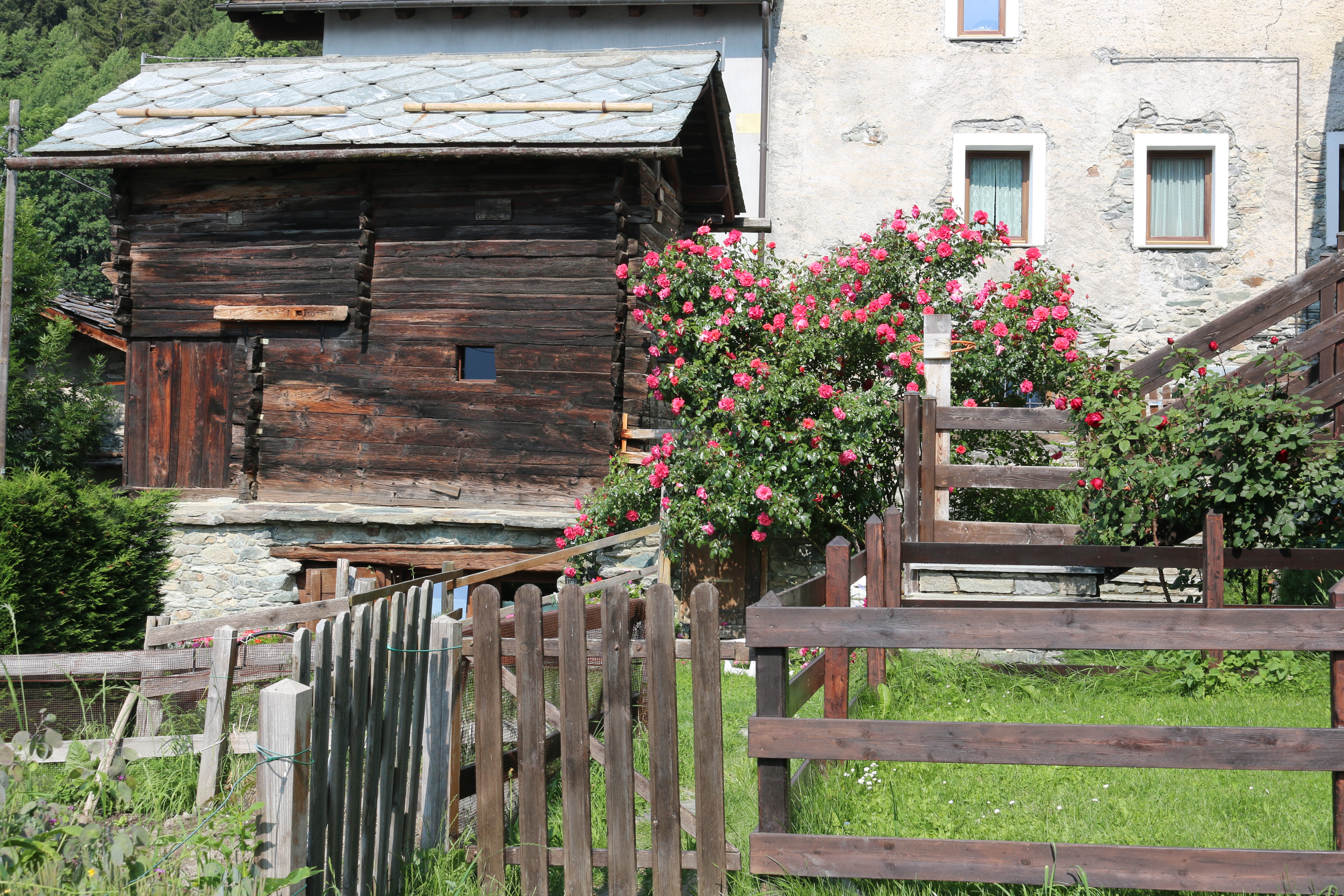
Амбар 1677 года в деревне Нозон (фр. Nozon).